# Tortiya
Tortiya – miasto w północnej części Wybrzeża Kości Słoniowej, w departamencie Niakaramandougou.

## Środowisko naturalne
W Tortiyi panuje klimat tropikalny. Średnia roczna temperatura wynosi 26.5°C, najwyższa jest w marcu (28.5°C), zaś najniższa – w sierpniu (24.7°C). Średnia roczna suma opadów to 1174 mm, największe opady są we wrześniu, a najmniejsze zimą (różnica między opadami w najwilgotniejszym i najsuchszym miesiącu wynosi 227 mm).

## Demografia
W 2014 roku w Tortiyi mieszkało 15 988 osób, z czego 51,2% stanowili mężczyźni.